# WWA Hardcore Championship
Il WWA Hardcore Championship  è stato un titolo della federazione World Wrestling All-Stars.

## Storia
Disputato per un solo incontro fu vinto da Crowbar che sconfisse Danny Dominion. 

Il titolo fu abbandoanto nello stesso anno.

## Albo d'oro
| Lottatori | Regni | Data            | Luogo                                         | Note |
| --------- | ----- | --------------- | --------------------------------------------- | ---- |
| Crowbar   | 1     | 25 ottobre 2001 | Wollongong, Nuovo Galles del Sud in Australia |      |